# Evanescence EP
Evanescence è il primo EP della rock band statunitense Evanescence.
Il CD è stato pubblicato sotto l'etichetta discografica BigWig Enterprises e diffuso in edizione limitata una sera del dicembre 1998 dopo un'esibizione in un locale di Little Rock chiamato "Vino's Pizza Pub & Brewery". Tutte le 100 copie stampate furono esaurite la sera stessa.
L'art-work della copertina raffigura una delle copie del monumento chiamato Angel of Grief (Angelo della Sofferenza), realizzato dallo statunitense William Wetmore Story e situato sulla tomba di sua moglie Emelyn nel Cimitero acattolico di Roma. La copia raffigurata sulla copertina dell'EP si trova nell'Oakland Cemetery di Little Rock.

## Tracce
Tutte le canzoni sono state scritte da Ben Moody e Amy Lee, eccetto dove è indicato.
1. Where Will You Go? – 3:53
2. Solitude – 5:44
3. Imaginary – 4:01
4. Exodus – 3:05
5. So Close – 4:29 (Ben Moody, Will Boyd, Matt Outlaw)
6. Understanding[2] – 7:21
7. The End[3] – 2:00

Outtakes
1. My Immortal (Piano - Vocal) – 5:18
2. Give Unto Me – 5:49
3. October – 6:26 (Amy Lee, Ben Moody, Will Boyd)
4. Understanding (Acoustic) – 3:14

## Formazione
- Amy Lee – voce; pianoforte in Exodus; tastiera in Understanding
- Ben Moody – chitarre elettriche e acustiche, pianoforte, programmazione; tastiera in Where Will You Go?

Altri musicisti
- Will Boyd – basso; chitarra ritmica in Solitude, October e Understanding (Acoustic); cori in Solitude e The End
- Matt Outlaw – batteria in Solitude e So Close
- Rocky Gray – batteria in Understanding
- Stephanie Pierce – cori in Understanding